# Callambulyx poecilus
Callambulyx poecilus is een vlinder uit de familie van de pijlstaarten (Sphingidae). De wetenschappelijke naam van de soort werd in 1898 gepubliceerd door Lionel Walter Rothschild.